# Karl-Lothar Schulz
Pour les articles homonymes, voir Schulz.
Karl-Lothar Schulz (30 avril 1907 à Königsberg - 26 septembre 1972 à Wiesbaden) est un Generalmajor allemand qui a servi au sein de la Luftwaffe dans la Wehrmacht pendant la Seconde Guerre mondiale.
Il a été récipiendaire de la croix de chevalier de la croix de fer avec feuilles de chêne et glaives. La croix de chevalier de la croix de fer et ses grades supérieurs: les feuilles de chêne et glaives sont attribués pour récompenser un acte d'une extrême bravoure sur le champ de bataille ou un commandement militaire avec succès.

## Biographie
Karl-Lothar Schulz est né à Königsberg en province de Prusse-Orientale. Il rejoint l'armée à la sortie de l'école et sert brièvement dans   un régiment d'artillerie, même si sa formation personnelle a été comme pionnier. Il rejoint la police en 1925 et en 1933, il est transféré à la nouvelle Polizei Abteilung Wecke zbV, le précurseur de la Division d'élite Hermann Göring. Il est nommé lieutenant de police en 1934 et reste dans cette organisation après qu'elle est évolué en Landespolizeigruppe General Göring. En septembre 1935, l'unité est transférée dans la Luftwaffe comme Regiment General Göring.
Hermann Göring décide que parmi ses nouvelles troupes d'élite, il y aurait un corps d'hommes formés comme des parachutistes. Un appel à bénévoles est sorti, et Schulz a été l'un des premiers à se manifester. Il suit ensuite suivi une formation parachutiste et sert comme commandant de compagnie de la 15 (Pionier) Kompanie, une composante de la IV. Bataillon /Regiment General Göring.

En mars 1938, une nouvelle réorganisation a lieu et le IV. Bataillon est séparée du Régiment et devient Bataillon  I. du  nouveau Fallschirmjäger-Regiment 1. En 1940, Schulz est promu commandant de compagnie et sert comme commandant du III. Bataillon/Fallschirmjäger-Regiment 1 (III./FJR 1).
Pendant la campagne à l'Ouest, Schulz et ses hommes sont lâchés en Hollande pour s'emparer de l'aéroport de Waalhaven près de Rotterdam, afin de permettre l'atterrissage rapide des troupes de débarquement de l'armée de l'air allemande. L'aéroport est  défendu par un bataillon de troupes néerlandais soutenu par une batterie anti-aérienne de 7,5 cm, deux véhicules blindés légers Vickers universal carrier et un peloton de canons anti-aériens de 2 cm. Les défenseurs néerlandais ont ouvert le feu sur les parachutistes allemands lorsqu'ils descendaient, mais les Fallschirmjägers ont subi des pertes relativement légères. Peu de temps après la fin de l'atterrissage, des éléments de deux compagnies de l'Infanterie-Regiment 16 (22. Luftlande Infanterie-Division) sont arrivés sur les lieux pour apporter leur soutien, et avec leur aide, les parachutistes conduit par Schulz sécurisent l'aérodrome. Schulz est en mesure d'envoyer un message donnant le feu vert pour les avions allemands qui commencent l'atterrissage des éléments de la 22. Luftlande Infanterie-Division.

La Royal Air Force attaque avec six bombardiers légers les positions allemandes, avant d'être chassés par la Luftwaffe, mais avec l'un entre eux abattu. Une  autre contre-attaque hollandaise pendant la première attaque de nuit a été repoussée avant même de commencer. A grande échelle, les raids de nuit de la RAF, impliquant six escadrons de bombardiers moyens Vickers Wellington, causent pas mal de dégâts sur le matériel allemand débarquée, mais ne payent pas sur le plan opérationnel.

Le deuxième jour de l'invasion, Schulz et son III. Bataillon du 1.Fallschirmjaeger Regiment sont transférés dans la zone de Dordrecht où une autre série de ponts est tenue par les forces aéroportées allemandes. Schulz et son bataillon sont retenus dans une série de batailles et d'escarmouches avec des éléments néerlandais contre la tête de pont allemande. Le troisième jour de l'invasion, la 9e Panzerdivision traverse les ponts à Moerdijk faisant le lien avec le régiment aéroporté tenant ces passages. Dès lors, les troupes aéroportées se sont plus ou moins libérés de leurs fonctions, bien que peu reverrait encore d'action dans les combats au cours des deux derniers jours avant la capitulation néerlandaise.

Pendant son commandement du III./Fjr.1 pendant la campagne aux Pays-Bas, Karl-Lothar Schulz est accusé par les hollandais de plusieurs cas de violations du droit international. Le premier jour, il est accusé d'avoir abusé de prisonniers à l'aéroport de Waalhaven et le deuxième jour de l'utilisation de prisonniers de guerre comme boucliers humains provoquant la remise d'un bataillon d'infanterie néerlandais. Les accusations ont été rejetées par la Luftwaffe allemande.

Pour le rôle joué par les troupes sous son commandement dans la saisie et la tenue vitale de l'aérodrome contre les fortes contre-attaques ennemies, Schulz est décoré de la croix de chevalier de la croix de fer, le 24 mai 1940.
Il est promu Major, le 19 juillet 1940, et prend part à la bataille de Crète, et par la suite sert avec une grande distinction sur le front de l'Est, d'abord comme commandant  de bataillon puis commandant de régiment. Il reçoit les feuilles du chêne à sa croix de chevalier le 20 avril 1944 en tant que Oberst (colonel)  et commandant du 1er Régiment de Fallschirmjäger. Par la suite promu au commandement de la 1. Fallschirmjäger-Division, il combat en Italie sur la tête de pont d'Anzio-Nettuno et à Monte Cassino. Le 18 novembre,  il reçoit les glaives à ses feuilles de chêne. Il est promu au rang de Generalmajor le 17 janvier 1945.
Karl-Lothar Schulz décède de causes naturelles le 26 septembre 1972 à Wiesbaden.

## Décorations
- Croix de fer (1939)
  - 2e classe (12 mai 1940)
  - 1re classe (12 mai 1940)
- Insigne des blessés
  - en Noir
- Ärmelband Kreta
- Croix allemande en or le 26 février 1942
- Croix de chevalier de la croix de fer avec feuilles de chêne et glaives
  - Croix de chevalier le 24 mai 1940 en tant que Hauptmann et commandant du III./Fallschirmjäger-Regiment 1[1]
  - 459e feuilles de chêne le 20 avril 1944 en tant que Oberst et commandant du Fallschirmjäger-Regiment 1[1]
  - 112e glaives le 18 novembre 1944 en tant que Oberst et commandant de la 1. Fallschirmjäger-Division[1]